# Liriomyza cardariae
Liriomyza cardariae är en tvåvingeart som beskrevs av Mitsuhiro Sasakawa 2008. Liriomyza cardariae ingår i släktet Liriomyza och familjen minerarflugor.
Artens utbredningsområde är Turkiet. Inga underarter finns listade i Catalogue of Life.